# Матаморас (Огайо)
Матаморас (англ. Matamoras) — селище (англ. village) в США, в окрузі Вашингтон штату Огайо. Населення — 702 особи (2020).

## Географія
Матаморас розташований за координатами 39°31′6″ пн. ш. 81°4′24″ зх. д. / 39.51833° пн. ш. 81.07333° зх. д. (39.518305, -81.073375).  За даними Бюро перепису населення США в 2010 році селище мало площу 1,00 км², з яких 0,90 км² — суходіл та 0,10 км² — водойми.

## Демографія
Згідно з переписом 2010 року, у селищі мешкало 896 осіб у 402 домогосподарствах у складі 243 родин. Густота населення становила 898 осіб/км².  Було 447 помешкань (448/км²).
Расовий склад населення:
| - 97,2 % — білих - 0,4 % — чорних або афроамериканців - 0,2 % — азіатів - 0,1 % — корінних американців |

До двох чи більше рас належало 2,0 %. Частка іспаномовних становила 1,0 % від усіх жителів.
За віковим діапазоном населення розподілялося таким чином: 23,4 % — особи молодші 18 років, 56,4 % — особи у віці 18—64 років, 20,2 % — особи у віці 65 років та старші. Медіана віку мешканця становила 41,7 року. На 100 осіб жіночої статі у селищі припадало 88,6 чоловіків;  на 100 жінок у віці від 18 років та старших — 88,5 чоловіків також старших 18 років.
Середній дохід на одне домашнє господарство  становив 37 335 доларів США (медіана — 33 859), а середній дохід на одну сім'ю — 40 172 долари (медіана — 37 550). Медіана доходів становила 43 047 доларів для чоловіків та 28 889 доларів для жінок. За межею бідності перебувало 26,0 % осіб, у тому числі 33,3 % дітей у віці до 18 років та 19,2 % осіб у віці 65 років та старших.
Цивільне працевлаштоване населення становило 267 осіб. Основні галузі зайнятості: освіта, охорона здоров'я та соціальна допомога — 28,8 %, виробництво — 27,0 %, мистецтво, розваги та відпочинок — 14,2 %, транспорт — 6,7 %.